# خاوی مارتینس (بازیکن فوتبال زاده ۱۹۸۷)
خاوی مارتینس (انگلیسی: Javi Martínez؛ زادهٔ ۲۷ ژوئن ۱۹۸۷) بازیکن فوتبال اهل اسپانیا است.
از باشگاه‌هایی که در آن بازی کرده‌است می‌توان به باشگاه فوتبال رئال اویدو و باشگاه فوتبال آلباسته بالومپیه اشاره کرد.
وی همچنین در تیم ملی فوتبال زیر ۱۶ سال اسپانیا بازی کرده‌است.